# زابوروو (شهرستان وارساف وست)
زابوروو (به لهستانی:  Zaborów) یک روستا در لهستان است که در گمینا لشنو واقع شده‌است. زابوروو ۶۸۰ نفر جمعیت دارد و ۸۷ متر بالاتر از سطح دریا واقع شده‌است.